# ガブリエラ・ペスクッチ
ガブリエラ・ペスクッチ（Gabriella Pescucci, 1943年1月17日 - ）は、イタリア出身の映画衣裳デザイナーである。これまでフェデリコ・フェリーニ、フランチェスコ・ロージ、エットーレ・スコラ、テリー・ギリアム、ティム・バートンといった監督の作品で衣裳を担当。1993年の『エイジ・オブ・イノセンス/汚れなき情事』でアカデミー衣裳デザイン賞を受賞している。

## 主な作品
- オーケストラ・リハーサル Prova d'orchestra (1978)
- パッション・ダモーレ Passione d'amore (1981)
- ワンス・アポン・ア・タイム・イン・アメリカ Once Upon a Time in America (1984)
- 薔薇の名前 Der Name der Rose (1986)
- バロン The Adventures of Baron Munchausen (1988)
- エイジ・オブ・イノセンス/汚れなき情事 The Age of Innocence (1993)
- スカーレット・レター The Scarlet Letter (1995)
- レ・ミゼラブル Les Misérables (1998)
- 従妹ベット Cousin Bette (1998)
- 真夏の夜の夢 A Midsummer Night's Dream (1999)
- 見出された時-「失われた時を求めて」より- Le Temps retrouvé (1999)
- ヴァン・ヘルシング Van Helsing (2004)
- チャーリーとチョコレート工場 Charlie and the Chocolate Factory (2005)
- ブラザーズ・グリム The Brothers Grimm (2005)
- ベオウルフ/呪われし勇者 Beowulf (2007)
- アレクサンドリア Agora (2009)